# Бошко Смакьоски
Бошко Смакьоски (на македонска литературна норма: Бошко Смаќоски) е поет, разказвач, романист, драматург и детски писател от Република Македония.

## Биография
Роден е през 1938 година в стружкото село Модрич, тогава в Югославия. Завършва средно образование в Охрид. Работи като новинар в Македонското радио. Автор е на много радиодрами, радиокомедии, радиоигри за деца и на телевизионни драми. Член е на Дружеството на писателите на Македония от 1963 година.
Умира в Скопие в 1998 година.